# Leslie Rich
Leslie George Rich (ur. 29 grudnia 1886 w Somerville w stanie Massachusetts, zm. w październiku 1969 w Dade City) – amerykański pływak specjalizujący się w stylu dowolnym, brązowy medalista igrzysk olimpijskich (1908).
Na igrzyskach olimpijskich w Londynie w 1908 roku wraz z Harrym Hebnerem, Leo Goodwinem i Charlesem Danielsem zdobył brązowy medal w sztafecie 4 × 200 m stylem dowolnym. Indywidualnie startował w konkurencji 100 m stylem dowolnym, w której zajął czwarte miejsce.